# Crooner (film)
Crooner è un film del 1932 diretto da Lloyd Bacon. È Interpretato da David Manners (qui al suo primo ruolo da protagonista), Ann Dvorak e Ken Murray.
Prodotto e distribuito dalla Warner Bros., il film uscì nelle sale il 20 agosto 1932.

## Trama

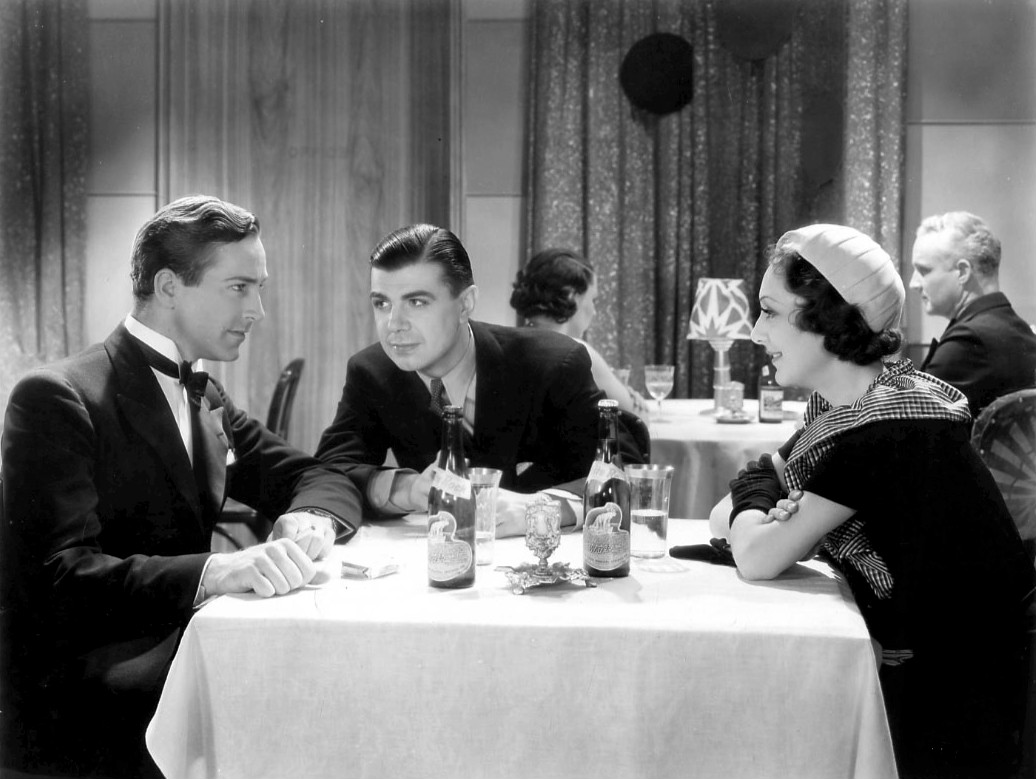
David Manners, Ken Murray e Ann Dvorak

Un sassofonista, che cerca di farsi strada sulla scena musicale di New York, è aiutato da Judith, un'amica che lo ama e che convince Peter Sturgis, importante agente teatrale, a occuparsi di lui.
Ma Ted, il musicista, quando finalmente arriva al successo proprio per merito di Peter, perde il senso della misura, inimicandosi tutti gli altri orchestrali e perdendo anche l'amore della ragazza.
Tornato alle orchestrine di Harlem, un giorno viene a sapere dell'imminente matrimonio tra Judith e Peter. La rintraccia per farle gli auguri ma i due scoprono di amarsi ancora. Peter, accorgendosi che la fidanzata ama l'altro e non lui, si ritirerà in buon ordine.

## Produzione
Il film fu prodotto dalla First National Pictures. Fonti contemporanee accreditano erroneamente Bretherton come montatore del film.

## Distribuzione
Il copyright del film, richiesto dalla First National Pictures, Inc., fu registrato il 24 agosto 1932 con il numero LP3212.
Distribuito dalla Warner Bros., uscì nelle sale cinematografiche statunitensi il 20 agosto 1932; in Portogallo, il 15 luglio 1934 (A Glória do Jazz); in Spagna - con il titolo A media voz - il 12 dicembre 1934, presentato in prima a Barcellona. In Spagna, fu riedito il 30 ottobre 1939.